# Tranquilo papá
Tranquilo papá es una telenovela chilena de comedia romántica creada y escrita por Rodrigo Bastidas. Se estrenó por Mega el 10 de abril de 2017 y finalizada el 9 de enero de 2018.   
Protagonizada por Francisco Melo, en el personaje titular, junto a Francisca Imboden e Íngrid Cruz, y cuenta con el papel antagonista de Fernando Godoy. 

## Argumento
Domingo Aldunate (Francisco Melo) es un hombre de clase alta que al igual que otros padres del país se siente culpable, por no estar presente en el hogar debido a su trabajo. Domingo no sabe decir que no, sobre todo a su mujer Pepa Vial (Francisca Imboden), quien vive pendiente de verse joven y hermosa; por lo mismo, ella se ha operado una y otra y otra vez. Es así como su esposa y los tres jóvenes hijos de la familia, el vividor Rai (Francisco Reyes Cristi), la consentida Fe (Nicole Block) y el cimarrero Santi (Augusto Schuster) se han convertido en una tropa de inútiles, flojos, egoístas e incluso aprovechadores, dependientes del padre del hogar. 
De un momento a otro, Domingo decide dar un vuelco en su vida para reeducarlos, después de que toda su familia se olvide de su cumpleaños. Es entonces cuando comienza a decir que NO, lo que provoca un terremoto en la familia. Ya nada será igual en la familia Aldunate, y en especial para Domingo quién comenzará a relajar su estresada vida, y verá cómo es el verdadero Chile de 2017, viendo que también encontrará el amor en una mujer de alma libre como Pamela Morales (Íngrid Cruz).

## Reparto
- Francisco Melo como Domingo Aldunate
- Francisca Imboden como Josefa "Pepa" Vial
- Íngrid Cruz como Pamela Morales
- Fernando Godoy como Elvis Poblete
- Augusto Schuster como Santiago "Santi" Aldunate
- Jaime Vadell como Agustín "Cucho" Vial
- Maricarmen Arrigorriaga como Olga Poblete
- Montserrat Ballarín como Cinthia Morales
- Francisco Puelles como Cristóbal Anguita
- Paula Luchsinger como Madonna Poblete
- Nicolás Saavedra como Arturo Torres
- Dayana Amigo como Soledad "Sol" Aldunate
- Rodrigo Muñoz como Juan Carlos "Juanca" Gacitúa
- Fernando Farías como Alberto "Tito" Morales
- Nicole Block como Fernanda "Fe" Aldunate
- Francisco Reyes Cristi como Raimundo "Rai" Aldunate
- Karla Melo como Natalia "Natu" Flores
- Stephanie Méndez como Martina Acuña
- Daniel Contesse como William "Bill" Seymour
- Cristián Alamos como Leonel "Leo" Sepúlveda

## Premios y nominaciones
| 2017 | Copihue de Oro |                         |                         |          |
| 2017 | Copihue de Oro | Mejor serie o teleserie | Mejor serie o teleserie | Nominada |
| 2017 | Copihue de Oro | Mejor actor             | Francisco Melo          | Nominado |
| 2018 | Copihue de Oro |                         |                         |          |
| 2018 | Copihue de Oro | Mejor actriz            | Íngrid Cruz             | Nominada |

## Retransmisiones
Retransmitió en Mega el día 26 de octubre de 2021 hasta el día 20 de marzo de 2022.

## Versiones
- Un poquito tuyo, telenovela mexicana producida por Imagen Televisión en 2019. Protagonizada por Marjorie de Sousa y Jorge Salinas.